# Biệt thự Pensée
Biệt thự Pensée là một bộ phim truyền hình được thực hiện bởi Hãng phim Sena do Minh Trương và Châu Thổ làm biên kịch, đạo diễn. Phim được chuyển thể từ truyện ngắn Kẻ sát nhân lương thiện của tác giả Lại Văn Long. Phim phát sóng vào lúc 22h00 hàng ngày bắt đầu từ ngày 3 tháng 8 năm 2015 và kết thúc vào ngày 4 tháng 9 năm 2015 trên kênh HTV9.

## Nội dung
Biệt thự Pensée là ngôi biệt thự của gia đình ông Sang (Đức Hải) và bà Thảo (Xuân Thảo). Sau khi Đà Lạt giải phóng, ông Sang bị đưa đi trại cải tạo, bà Thảo và con trai tên Vinh (Mã Hiểu Đông) được đưa lên vùng kinh tế mới. Khi ông Sang trở về, ngôi biệt thự Pensée đã được cấp cho gia đình ông Sửu (Nguyễn Trọng Hải) – một đại tá Quân đội nhân dân Việt Nam, trước đây từng là người làm công cho gia đình ông. Thấy Thiện (Đinh Mạnh Phúc) suốt ngày rong chơi, lêu lổng, ông Sửu cũng tìm mọi cách cho con sang Liên Xô học tập và làm việc.

## Diễn viên
- Đức Hải trong vai Ông Sang
- Nguyễn Trọng Hải trong vai Ông Sửu
- Ôn Bích Hằng trong vai Bà Lý
- Đinh Mạnh Phúc trong vai Thiện
- Mã Hiểu Đông trong vai Vinh
- Xuân Thảo trong vai Bà Thảo
- Yan My trong vai Nam
- Gin Tuấn Kiệt trong vai Tùng

Cùng một số diễn viên khác....

## Ca khúc trong phim
Bài hát trong phim là ca khúc "Tình anh" do Tôn Thất Lập sáng tác và Đàm Vĩnh Hưng thể hiện.

## Giải thưởng
| Năm  | Giải thưởng                                | Hạng mục                | (Người) đề cử | Kết quả       | Tham khảo |
| ---- | ------------------------------------------ | ----------------------- | ------------- | ------------- | --------- |
| 2015 | Liên hoan truyền hình toàn quốc lần thứ 35 | Phim truyền hình        | —             | Giải bạc      | [ 6 ]     |
| 2016 | Giải Cánh diều 2015                        | Phim truyện truyền hình | —             | Cánh diều bạc | [ 7 ]     |
| 2016 | Giải Cánh diều 2015                        | Biên kịch xuất sắc      | Châu Thổ      | Đoạt giải     | [ 8 ]     |